# Miagrammopes thwaitesi
Miagrammopes thwaitesi là một loài nhện trong họ Uloboridae.
Loài này thuộc chi Miagrammopes. Miagrammopes thwaitesi được Octavius Pickard-Cambridge miêu tả năm 1870.